# زابورنا
زابورنا (به لاتین: Záborná) یک منطقهٔ مسکونی در جمهوری چک است که در شهرستان ییهلاوا واقع شده‌است. زابورنا ۶٫۴۵ کیلومتر مربع مساحت و ۲۳۸ نفر جمعیت دارد و ۵۲۷ متر بالاتر از سطح دریا واقع شده‌است.